# Alka Yagnik
Alka Yagnik es una cantante guyaratí de la India. Ha ganado 7 Premios a la Mejor Cantante de Playback y ha cantado en más de 700 películas.
- En hindi su nombre se escribe अलका याज्ञिक o अलका याज्ञनिक.

Alka Yagnik cantaba bhayans (canciones religiosas hinduistas) para Radio Calcuta a los 6 años de edad. Estudió con el director de música Laxmikant a instancias de Raj Kapoor. Debutó como cantante de playback con la película Payal Ki Jhankaar (1979). Se convirtió en estrella con la canción «Ek Do Teen» de la película de Bollywood Tezaab (1988). Después se dedicó a la música del cine. Ha cantado en muchos idiomas, el gujaratí, el asamés, el oriya, el meitei, el nepalés, el bengalí, el bopurí, el panyabí, el maratí, el telugú, el tamil y el malayalam. Para la película Moulin Rouge! incluye en su banda sonora a Alka Yagnik. Su esposo Neeraj Kapoor tiene una distribuidora de licores.

## Premios

### Premios Filmfare
- 1988: Premio a la Mejor Cantante de Playback por «Ek Do Teen» (Tezaab).
- 1993: Premio a la Mejor Cantante de Playback por «Choli Ke Peeche» (Khalnayak).
- 1997: Premio a la Mejor Cantante de Playback por «Zara Tasweer Se Tu» (Pardes).
- 1999: Premio a la Mejor Cantante de Playback por «Taal Se Taal» (Taal).
- 2000: Premio a la Mejor Cantante de Playback por «Dil Ne Yeh Kaha Hai Dil Se» (Dhadkan).
- 2001: Premio a la Mejor Cantante de Playback por «O Re Chhori» (Lagaan).
- 2004: Premio a la Mejor Cantante de Playback por «Hum Tum» (Hum Tum).

### National Film Awards
- 1994: Silver Lotus Award por «Ghoongat Ki Aad Se» (Hum Hain Rahi Pyar Ke).
- 1999: Silver Lotus Award por «Kuch Kuch Hota Hai» (Kuch Kuch Hota Hai).

### Bollywood Movie Awards
- 1999: Mejor Cantante de Playback por «Kuch Kuch Hota Hai» (Kuch Kuch Hota Hai).
- 2001: Mejor Cantante de Playback por «Kaho Naa... Pyaar Hai» (Kaho Naa... Pyaar Hai).
- 2002: Mejor Cantante de Playback por «San San sana» (Ashoka).
- 2007: Mejor Cantante de Playback por «Tumhi Dekho Naa» ('Kabhi Alvida Naa Kehna).

### Global Indian Film Awards
- 2007: Mejor Cantante de Playback por «Kabhi Alvida Naa Kehna» (Kabhi Alvida Naa Kehna).

### Zee Cine Awards
- 1999: Mejor Cantante de Playback por «Kuch Kuch Hota Hai» (Kuch Kuch Hota Hai).
- 2001: Mejor Cantante de Playback por «Kaho Naa... Pyaar Hai» (Kaho Naa... Pyaar Hai).
- 2007: Mejor Cantante de Playback por «Tumhi Dekho Naa» (Kabhi Alvida Naa Kehna)[2]

### Star Screen Awards
- 1995: Mejor Cantante de Playback por «Dil Ne Dil Se» (Haqeeqat).
- 2000: Mejor Cantante de Playback por «Paanchi Nadiyaan» from (Refugee).
- 2001: Mejor Cantante de Playback por «Kaho Naa Pyaar Hai» from (Kaho Naa Pyaar Hai).

### International Indian Film Academy
- 2000: Artistic Excellence Female Playback Singer Award por «Taal Se Taal Mila» (Taal).
- 2001: Premio Popular por «Kaho Naa Pyar Hai» (Kaho Naa... Pyaar Hai).

### Bengal Film Journalists' Association Awards
- 1989: Qayamat Se Qayamat Tak[3]
- 2007: Hero Honda Voz de Todas Generaciones[4]

### Sahyog Foundation
- Premio Kala Shiromani[5]

### Sangam Kala Group - Music Awards 2007
- 2007: La Mejor Cantante de Playback[6]

### Sansui Awards
- 2003: «Oodhni» (Tere Naam).

### Videocon Screen Award
- 2000: «Dil Le Gaya Ajnabi»

### MTV Awards
- 2001: Premio MTV Asia del Público por «Jaane Kyon» (Dil Chahta Hai).